# Over de Dijk (dorp)
Over de Dijk (Gronings: Overdiek) is een langgerekt streekdorp in de gemeente Westerwolde in de Nederlandse provincie Groningen. Het ligt tussen het Ruiten-Aa-kanaal en de Duitse grens.
De dijk waarnaar verwezen wordt is de Leidijk, die de grens vormde tussen het Bourtangermoeras en de hoger gelegen dorpen en buurtschappen van Westerwolde. Die dijk was er overigens niet om de dorpen droog te houden, maar vormde onderdeel van de verdedigingswerken in het Bourtangermoeras. De dijk moest ervoor zorgen dat het moeras vochtig bleef en dus onbegaanbaar voor binnenvallende legers.
In 1916 verrees het eerste huis van het dorp.
Het gebied werd in de jaren twintig van de twintigste eeuw aangekocht door de gemeente, waarna de woeste gronden ontgonnen werden door Ontginningsmaatschappij De Vereenigde Groninger Gemeenten. Tegenwoordig is het landbouwgrond. De enige straat in het dorp is vernoemd naar de toenmalige burgemeester van Vlagtwedde: Jan Buiskool, die ook de drijvende kracht was achter de ontginningsmaatschappij.
Dorpen: Barnflair · Bellingwolde · Blijham · Bourtange · Jipsingboertange · Oudeschans · Over de Dijk · Sellingen · Ter Apel · Ter Apelkanaal · Veelerveen · Vlagtwedde · Vriescheloo · Wedde · Wedderheide · Zandberg (deels)

Buurtschappen: Agodorp · Borgertange · Borgerveld · Bovenstreek · De Bouwte · De Bruil · De Bult · Den Ham · De Heemen · De Lethe · De Maten · De Oerde · De Straat (Engelkes) · Draaijerij · Ellersinghuizen · Hanetange · Harpel · Hoorn · Hoornderveen · Jipsingboermussel · Jipsinghuizen · Kielhuppen · Klein-Ulsda · Klontjebuurt · Koudehoek · Lammerweg · Laude · Lauderbeetse · Lauderzwarteveen · Laudermarke · Leemdobben · Lieskemeer · Loosterheide · Lutje Ham · Lutjeloo · Morige · Munnekemoer · Nienoordstreekje · Oosteinde · Overdiep · Pallert · Plaggenborg · Poldert · Renneborg · Rhederbrug · Rhederveld · Rijsdam · Roelage · 't Schot · Sellingerbeetse · Sellingerzwarteveen · Slegge · Stakenborg · Stobben · Ter Borg · Ter Haar · Ter Walslage · Ter Wisch · Tjabbesstreek · Veele · Veendijk · Veerste Veldhuis · Verbindingsweg · Vlagtwedder-Veldhuis · Vogelzang · Voorwold · Wedderbergen · Wedderveer · Weende · Weite · Wessingtange · Westeind · De Westert · Winschoterhogebrug (deels) · Winschoterzijl (deels) · Wollingboermarke · Wollinghuizen · Zuidveld · Zandstroom

Groningen: Steden en dorpen      Nederland: Provincies · Gemeenten